# Caroline Croo
Pour les articles homonymes, voir Croo.
Caroline Croo, née le 28 janvier 1963 à Gand, est une femme politique belge flamande, membre de la N-VA. 
Elle est dentiste; postgraduée en implantologie orale (RUG, 2010) ; licenciée en dentisterie (RUG, 1988).

## Carrière politique
- Députée flamande depuis le 15 octobre 2014 en suppléance de Elke Sleurs, secrétaire d'Etat fédérale, empêchée.